# Thrift Shop
"Thrift Shop" là một bài hát của bộ đôi rapper và nhà sản xuất âm nhạc người Mỹ Macklemore & Ryan Lewis hợp tác với nghệ sĩ thu âm người Mỹ Wanz nằm trong album phòng thu đầu tay của họ, The Heist (2012). Nó được phát hành vào ngày 27 tháng 8 năm 2012 như là đĩa đơn thứ tư trích từ album bởi Macklemore LLC, hãng đĩa độc lập của Macklemore dưới sự phân phối của Alternative Distribution Alliance (ADA), một công ty chi nhánh thuộc của Warner Music Group. Bài hát được đồng viết lời bởi hai nghệ sĩ, trong khi phần sản xuất được đảm nhiệm bởi Lewis, người cũng đồng thời chịu trách nhiệm sản xuất cho toàn bộ những tác phẩm trong sự nghiệp của bộ đôi. "Thrift Shop" là một bản hipster hop và alternative hip hop mang nội dung đề cập đến mối quan tâm của một người đàn ông đối với việc mua quần áo giá rẻ ở những cửa hàng tiết kiệm, và thể hiện thái độ không quan tâm trước những nhãn hiệu lớn và xu hướng thiết kế đương thời. Ngoài ra, anh cũng tuyên bố rằng thích được tặng "những bộ quần áo của ông bà" và mua một bộ lông thú một cách bốc đồng chỉ vì trông có vẻ sắc sảo và "có giá 99 xu".
Sau khi phát hành, "Thrift Shop" nhận được những phản ứng tích cực từ các nhà phê bình âm nhạc, trong đó họ đánh giá cao nội dung lời bài hát mang tính châm biếm và phê phán xã hội cao, cũng như quá trình sản xuất nó. Ngoài ra, bài hát còn gặt hái nhiều giải thưởng và đề cử tại những lễ trao giải lớn, bao gồm chiến thắng hai giải Grammy cho Bài hát Rap xuất sắc nhất và Trình diễn Rap xuất sắc nhất tại lễ trao giải thường niên lần thứ 56. "Thrift Shop" cũng tiếp nhận những thành công ngoài sức tưởng tượng về mặt thương mại, đứng đầu các bảng xếp hạng ở Úc, Bỉ, Canada, Đan Mạch, Phần Lan, Pháp, Ireland, Hà Lan, New Zealand, Na Uy, Thụy Sĩ và Vương quốc Anh, đồng thời lọt vào top 10 ở hầu hết những quốc gia nó xuất hiện, bao gồm vươn đến top 5 ở những thị trường lớn như Áo, Đức, Ý và Thụy Điển. Tại Hoa Kỳ, nó đạt vị trí số một trên bảng xếp hạng Billboard Hot 100 trong sáu tuần không liên tiếp, trở thành đĩa đơn quán quân đầu tiên của Macklemore, Lewis và Wanz tại đây. Tính đến nay, nó đã bán được hơn 17 triệu bản trên toàn cầu, trở thành một trong những đĩa đơn bán chạy nhất mọi thời đại.
Video ca nhạc cho "Thrift Shop" được đồng đạo diễn bởi Jon Jon Augustavo, Macklemore và Lewis, trong đó bao gồm những cảnh họ hát và vui vẻ trong những cửa hàng quần áo giá rẻ ở nhiều khu vực khác nhau. Nó đã nhận được nhiều lượt yêu cầu phát sóng liên tục trên những kênh truyền hình, như MTV, VH1 và BET, cũng như gặt hái một đề cử tại giải Video âm nhạc của MTV năm 2014 cho Video của năm. Để quảng bá bài hát, Macklemore & Ryan Lewis đã trình diễn nó trên nhiều chương trình truyền hình và lễ trao giải lớn, bao gồm The Ellen DeGeneres Show, Saturday Night Live và giải thưởng âm nhạc Billboard năm 2013, cũng như trong nhiều chuyến lưu diễn của họ. Được ghi nhận là bài hát trứ danh trong sự nghiệp của bộ đôi, "Thrift Shop" đã được hát lại và sử dụng làm nhạc mẫu bởi nhiều nghệ sĩ, như "Weird Al" Yankovic, Ed Sheeran, Pentatonix, Bart Baker, Passenger, Andy Grammer, Madilyn Bailey, Tyler Ward và The Key of Awesome, cũng như xuất hiện trong nhiều tác phẩm điện ảnh và truyền hình, bao gồm The Internship, Pain & Gain, Sesame Street, Tammy và Waterloo Road.

## Danh sách bài hát
Tải kĩ thuật số
1. "Thrift Shop" – 3:55

Đĩa CD
1. "Thrift Shop" – 3:55
2. "Ten Thousand Hours" – 4:10

## Xếp hạng
| Bảng xếp hạng (2012-13)                    | Vị trí cao nhất |
| ------------------------------------------ | --------------- |
| Úc (ARIA)                                  | 1               |
| Áo (Ö3 Austria Top 40)                     | 2               |
| Bỉ (Ultratop 50 Flanders)                  | 1               |
| Bỉ (Ultratop 50 Wallonia)                  | 1               |
| Brazil (Billboard Brasil Hot 100)          | 1               |
| Brazil Hot Pop Songs                       | 1               |
| Canada (Canadian Hot 100)                  | 1               |
| Cộng hòa Séc (Rádio Top 100)               | 4               |
| Đan Mạch (Tracklisten)                     | 1               |
| Châu Âu Digital Song Sales (Billboard)     | 1               |
| Phần Lan (Suomen virallinen lista)         | 1               |
| Pháp (SNEP)                                | 1               |
| Đức (Official German Charts)               | 2               |
| Hy Lạp Nhạc số (Billboard)                 | 5               |
| Hungary (Rádiós Top 40)                    | 9               |
| Hungary (Dance Top 40)                     | 4               |
| Ireland (IRMA)                             | 1               |
| Israel (Media Forest)                      | 1               |
| Ý (FIMI)                                   | 2               |
| Hà Lan (Dutch Top 40)                      | 1               |
| Hà Lan (Single Top 100)                    | 1               |
| New Zealand (Recorded Music NZ)            | 1               |
| Na Uy (VG-lista)                           | 1               |
| Romania (Airplay 100)                      | 1               |
| Scotland (OCC)                             | 1               |
| Slovakia (Rádio Top 100)                   | 8               |
| Tây Ban Nha (PROMUSICAE)                   | 12              |
| Thụy Điển (Sverigetopplistan)              | 2               |
| Thụy Sĩ (Schweizer Hitparade)              | 1               |
| artist LÀ BẮT BUỘC CHO UKsinglesbyname     | 1               |
| Anh Quốc R&B (OCC)                         | 1               |
| Hoa Kỳ Billboard Hot 100                   | 1               |
| Hoa Kỳ Adult Pop Airplay (Billboard)       | 35              |
| Hoa Kỳ Alternative Songs (Billboard)       | 14              |
| Hoa Kỳ Dance Club Songs (Billboard)        | 27              |
| Hoa Kỳ Hot R&B/Hip-Hop Songs (Billboard)   | 1               |
| Hoa Kỳ Pop Airplay (Billboard)             | 1               |
| Hoa Kỳ Hot Rap Songs (Billboard)           | 1               |
| Hoa Kỳ Rhythmic (Billboard)                | 1               |
| Venezuela Pop/Rock General (Record Report) | 4               |

| Bảng xếp hạng (2012)                 | Vị trí |
| ------------------------------------ | ------ |
| Australia (ARIA)                     | 9      |
| Australia Urban (ARIA)               | 4      |
| New Zealand (Recorded Music NZ)      | 10     |
| Bảng xếp hạng (2013)                 | Vị trí |
| Australia (ARIA)                     | 16     |
| Australia Urban (ARIA)               | 2      |
| Austria (Ö3 Austria Top 40)          | 12     |
| Belgium (Ultratop 50 Flanders)       | 6      |
| Belgium (Ultratop 50 Wallonia)       | 5      |
| Canada (Canadian Hot 100)            | 2      |
| Denmark (Tracklisten)                | 9      |
| Finland (Suomen virallinen lista)    | 8      |
| France (SNEP)                        | 4      |
| Germany (Official German Charts)     | 7      |
| Hungary (Rádiós Top 40)              | 55     |
| Hungary (Dance Top 40)               | 10     |
| Ireland (IRMA)                       | 7      |
| Israel (Media Forest)                | 25     |
| Italy (FIMI)                         | 12     |
| Moldova (Media Forest)               | 6      |
| Netherlands (Dutch Top 40)           | 10     |
| Netherlands (Single Top 100)         | 17     |
| New Zealand (Recorded Music NZ)      | 18     |
| Spain (PROMUSICAE)                   | 31     |
| Sweden (Sverigetopplistan)           | 3      |
| Switzerland (Schweizer Hitparade)    | 5      |
| UK Singles (Official Charts Company) | 7      |
| US Billboard Hot 100                 | 1      |
| US Alternative Songs (Billboard)     | 42     |
| US Hot R&B/Hip-Hop Songs (Billboard) | 1      |
| US Pop Songs (Billboard)             | 9      |
| US Rap Songs (Billboard)             | 1      |
| US Rhythmic (Billboard)              | 3      |
| Worldwide (IFPI)                     | 2      |
| Bảng xếp hạng (2014)                 | Vị trí |
| Australia Urban (ARIA)               | 46     |
| Hungary (Dance Top 40)               | 78     |

| Bảng xếp hạng                        | Vị trí |
| ------------------------------------ | ------ |
| UK Singles (Official Charts Company) | 272    |
| US Billboard Hot 100                 | 108    |
| US Hot R&B/Hip-Hop Songs (Billboard) | 2      |

## Chứng nhận
| Quốc gia | Chứng nhận    | Số đơn vị/doanh số chứng nhận |
| --- | ------------- | ----------------------------- |
| Úc (ARIA) | 11× Bạch kim  | 770.000‡                      |
| Áo (IFPI Áo) | Bạch kim      | 30.000*                       |
| Bỉ (BEA) | Vàng          | 15.000*                       |
| Canada (Music Canada) | Kim cương     | 0‡                            |
| Đan Mạch (IFPI Đan Mạch) | Bạch kim      | 30.000^                       |
| Phần Lan (Musiikkituottajat) | —             | 27,215                        |
| Pháp (SNEP) | Bạch kim      | 250.000*                      |
| Đức (BVMI) | 3× Vàng       | 750.000^                      |
| Ý (FIMI) | Bạch kim      | 50.000*                       |
| México (AMPROFON) | Bạch kim+Vàng | 90.000*                       |
| New Zealand (RMNZ) | 4× Bạch kim   | 60.000*                       |
| Na Uy (IFPI) | 12× Bạch kim  | 120.000*                      |
| Thụy Điển (GLF) | 4× Bạch kim   | 80.000‡                       |
| Thụy Sĩ (IFPI) | Bạch kim      | 30.000^                       |
| Anh Quốc (BPI) | Bạch kim      | 1,045,466                     |
| Hoa Kỳ (RIAA) | Kim cương     | 10.000.000‡                   |
| Venezuela (APFV) | 2× Bạch kim   | 20.000^                       |
| Streaming |               |                               |
| Đan Mạch (IFPI Đan Mạch) | 4× Bạch kim   | 7.200.000^                    |
| Tây Ban Nha (PROMUSICAE) | Bạch kim      | 8.000.000*                    |
| * Chứng nhận dựa theo doanh số tiêu thụ. ^ Chứng nhận dựa theo doanh số nhập hàng. ‡ Chứng nhận dựa theo doanh số tiêu thụ và phát trực tuyến. |               |                               |